# Lijst van vetzuren
Tot de vetzuren worden carbonzuren gerekend die:
- én één carbonzuurgroep in hun molecuul hebben;
- én een onvertakte koolstofketen bezitten;

Vetzuren zijn doorgaans van biologische oorsprong, wat in de triviale namen van de stoffen nog te zien is. Meestal worden alleen de carbonzuren met langere alkylketens tot de vetzuren gerekend, maar omdat de ondergrens redelijk arbitrair is, zijn in deze lijst alle carbonzuren die aan bovengenoemde criteria voldoen opgenomen.
De koppen van de laatste kolommen staan voor:
- ω: Deze kolom maakt sorteren op verzadigd / onverzadigd vetzuur mogelijk en groepeert de zuren naar de onverzadigingsfamilie waar ze bij horen. Verzadigde vetzuren vormen de groep ω0. Vetzuren die niet onder ω-notatie vallen (trans dubbele bindingen, geconjugeerde dubbele bindingen) zijn aangegeven met "ω x".
- Sp: Smeltpunt in °C
- Kp: Kookpunt °C
- Fp: Vlampunt °C
- pKz: pKz-waarde van het zuur
- -log(pow): negatieve logaritme van de verdelingsconstante tussen water en octanol

| Naam                    | IUPACnaam                                  | Formule                          | Code        | Soort                                  | ω                 | Komt voor in                                                                                 | Sp (°C) | Kp (°C) | Fp (°C)     | pKz  | -log(pow) |
| ----------------------- | ------------------------------------------ | -------------------------------- | ----------- | -------------------------------------- | ----------------- | -------------------------------------------------------------------------------------------- | ------- | ------- | ----------- | ---- | --------- |
| Mierenzuur              | Methaanzuur                                | HCOOH                            | C 1:0       | Kort verzadigd vetzuur                 | ω0                | Rode bosmieren, netelharen van brandnetel                                                    | 8       | 101     | 45          | 3,75 | -0,54     |
| Azijnzuur               | Ethaanzuur                                 | CH3COOH                          | C 2:0       | Kort verzadigd vetzuur                 | ω0                | (Schoonmaak)azijn                                                                            | 16,6    | 117,9   | 40          | 4,75 | -0,322    |
| Propionzuur             | Propaanzuur                                | CH3CH2COOH                       | C 3:0       | Kort verzadigd vetzuur                 | ω0                | Gatenkaas, zweet, etherische oliën                                                           | -23     | 141     | 54          | 4,87 | 0,33      |
| Acrylzuur               | Propeenzuur                                | CH2=CHCOOH                       | C 3:1       | Kort onverzadigd vetzuur               | ω1                |                                                                                              | 12      | 139     | 46          | 4,25 | 0,35      |
| Boterzuur               | Butaanzuur                                 | CH3(CH2)2COOH                    | C 4:0       | Kort verzadigd vetzuur                 | ω0                | Roomboter en koemelk                                                                         | -4,26   | 163,53  | 72          | 4,82 | 0,79      |
| Isocrotonzuur           | (Z)-2-buteenzuur                           | CH3CH=CHCOOH                     | C 4:1c2     | Kort onverzadigd vetzuur               | ω2                |                                                                                              | 15      | 172     | 190         | 4,82 | 0,72      |
| Crotonzuur              | (E)-2-buteenzuur                           | CH3CH=CHCOOH                     | C 4:1t2     | Kort onverzadigd vetzuur               | ω x               |                                                                                              | 72      | 189     | 88          | 4,69 | 0,72      |
| Vinylazijnzuur          | 3-Buteenzuur                               | CH2=CHCH2COOH                    | C4:1_3      | Kort onverzadigd vetzuur               | ω1                |                                                                                              | -35     | 163     | 65-75       |      |           |
| Valeriaanzuur           | Pentaanzuur                                | CH3(CH2)3COOH                    | C 5:0       | Kort verzadigd vetzuur                 | ω0                | Valeriaan                                                                                    | -18     | 185     | 86          | 4,82 | 1,39      |
| Capronzuur              | Hexaanzuur                                 | CH3(CH2)4COOH                    | C 6:0       | Kort verzadigd vetzuur                 | ω0                | dierlijke vetten, plantaardige oliën                                                         | -3,9    | 206     | 103         | 4,88 | 1,92      |
| Sorbinezuur             | (E,E)-Hexa-2,4-dieenzuur                   | CH3(CH=CH)2COOH                  | C 6:2t2t4   | Kort onverzadigd vetzuur               | ω x               | Wilde lijsterbes                                                                             | 134     | 228     | 125 (< Sp!) |      | 1,33      |
| Enantinezuur            | Heptaanzuur                                | CH3(CH2)5COOH                    | C 7:0       | Verzadigd vetzuur                      | ω0                |                                                                                              |         |         |             |      |           |
| Caprylzuur              | Octaanzuur                                 | CH3(CH2)6COOH                    | C 8:0       | Verzadigd vetzuur                      | ω0                | Bier, zweet, zeep                                                                            | 16      | 237     | 126,5       | 4,80 | 3,05      |
| Pelargoonzuur           | Nonaanzuur                                 | CH3(CH2)7COOH                    | C9:0        | Verzadigd vetzuur                      | ω0                | In bladeren van Rubus, Pelargonium roseum en Ajania. Hopolie, rozenolie, de menselijke huid. | 12      | 255     |             |      |           |
| Caprinezuur             | Decaanzuur                                 | CH3(CH2)8COOH                    | C10:0       | Verzadigd vetzuur                      | ω0                | Palmolie, kokosolie, vet van geitenmelk                                                      | 31      | 268-270 | 148         |      | 4,09      |
| Undecaanzuur            | Undecaanzuur                               | CH3(CH2)9COOH                    | C11:0       | Verzadigd vetzuur                      | ω0                | Bestanddeel parfum, behandeling koortslip, herbicide                                         | 28,5    | 284     | 113         |      |           |
| Laurinezuur             | Dodecaanzuur                               | CH3(CH2)10COOH                   | C12:0       | ω0                                     | Verzadigd vetzuur | Kokosolie en palmpitolie                                                                     | 44      | 298     | 155         |      | 4,6       |
| Myristinezuur           | Tetradecaanzuur                            | CH3(CH2)12COOH                   | C14:0       | Verzadigd vetzuur                      | ω0                | ossenwit en margarine                                                                        | 58,8    | 326     | >110        |      | 6,1       |
| Palmitinezuur           | Hexadecaanzuur                             | CH3(CH2)14COOH                   | C16:0       | Verzadigd vetzuur                      | ω0                | Palmolie, kokosolie, verder ook in alle dierlijke vetten en oliën                            | 61-64   | 271,4   | >160        |      | 7.17      |
| Palmitoleïnezuur        | Z9-Hexadeceenzuur                          | CH3(CH2)5 CH=CH(CH2)7 COOH       | C16:1       | Cis-9 (ω-7)                            | ω7                | Macadamianoten, duindoornbessen                                                              |         |         |             |      |           |
| Stearinezuur            | Octadecaanzuur                             | CH3(CH2)16COOH                   | C18:0       | Verzadigd vetzuur                      | ω0                | Raapolie, sojaolie, zonnebloemolie, maisolie                                                 |         |         |             |      |           |
| Oliezuur                | Octadec-Z9-eenzuur                         | CH3(CH2)7CH=CH(CH2)7COOH         | C18:1,c9    | Cis-12 (ω-9)                           | ω9                | Zeer veel in olijfolie, verder ook in alle dierlijke en plantaardige vetten en oliën         | 17      | 360     | 189         |      |           |
| Elaïdinezuur            | Octadec-E9-eenzuur                         | CH3(CH2)7CH=CH(CH2)7COOH         | C18:1,t9    | Trans-9                                | ω x               | Gedeeltelijk geharde vetzuren                                                                |         |         |             |      |           |
| Vacceenzuur             | Octadec-E11-eenzuur                        | CH3(CH2)5 CH=CH(CH2)9COOH        | C18:1,t11   | Trans-11                               | ω x               | Herkauwers                                                                                   |         |         |             |      |           |
| Rumenzuur               | Octadeca-Z9,E11-dieenzuur                  | CH3-(CH2)5- (CH=CH)2(CH2)7- COOH | C18:2,c9t11 |                                        | ω x               | Vet en melk van herkauwers                                                                   |         |         |             |      |           |
| Linolzuur               | Octadeca-Z9,Z12-dieenzuur                  | CH3(CH2)4(CH=CHCH2)2(CH2)6 COOH  | C18:2,c9c12 | Cis-9,12 (ω-6,9)                       | ω6                | Saffloerolie, zonnebloemolie, maisolie, sojaolie, arachideolie                               |         |         |             |      |           |
| Alfalinoleenzuur ALA    | Octadeca- Z9,Z12,Z15-trieenzuur            | CH3CH2(CH=CHCH2)3(CH2)6COOH      | C18:3       | Cis-9,12,15 (ω-3,6,9)                  | ω3                | Lijnzaadolie, walnootolie, canolaolie, perillazaadolie, hennepzaadolie, bernagie             |         |         |             |      |           |
| Stearidonzuur           | (ZZZZ)-Octadeca -6,9,12,15-tetraeenzuur    | CH3CH2(CH=CHCH2)4 (CH2)3COOH     | C18:4       | Cis-6,9,12,15 (ω-3,6,9,12)             | ω3                | Hennep, zwarte bes, ruw parelzaad                                                            |         |         |             |      |           |
| Arachidinezuur          | Eicosaanzuur                               | CH3(CH2)18COOH                   | C20:0       | Verzadigd vetzuur                      | ω0                |                                                                                              |         |         |             |      |           |
| Dihomogammalinoleenzuur | Z8,Z11,Z14- eicosatrieenzuur               | CH3CH2 (CH=CHCH2)3 (CH2)8COOH    | C20:3       | Cis 5,8,11 (ω-6,9,12)                  | ω6                |                                                                                              |         |         |             |      |           |
| Eicosapentaeenzuur EPA  | Eicosa- Z5,Z8,Z11,Z14,Z17- pentaeenzuur    | CH3CH2 (CH=CHCH2)5 (CH2)2COOH    | C20:5       | Cis-5,8,11,14,17 (ω-3,6,9,12,15)       | ω3                | Visolie                                                                                      |         |         |             |      |           |
| Beheenzuur              | Docosaanzuur                               | CH3(CH2)20COOH                   | C22:0       | Verzadigd vetzuur                      | ω0                |                                                                                              | 80      | 306     |             |      |           |
| Erucazuur               | Z13-Docoseenzuur                           | CH3(CH2)7CH=CH(CH2)11COOH        | C22:1c13    |                                        | ω9                |                                                                                              | 35      |         |             |      |           |
| Docosahexaeenzuur (DHA) | Docosa- Z4,Z7,Z10,Z13,Z16,Z19- hexaeenzuur | CH3CH2(CH=CHCH2)6CH2COOH         | C22:6       | Cis-4,7,10,13,16,19 (ω-3,6,9,12,15,18) | ω3                | Visolie                                                                                      | -44     |         |             |      |           |